# インド鉄道WAP7形電気機関車
インド鉄道WAP-7形交流電気機関車（いんどてつどうWAP-7がたこうりゅうでんききかんしゃ）は、インド鉄道（Indian Railways）が所有する旅客用交流電気機関車である。

## 概要
1996年にアドトランツから輸入され、1998年以降はインド国内で生産が行われている、インバータ制御を採用した貨物用電気機関車・WAG-9形を基に設計が行われた旅客用電気機関車。2000年の登場以降、シャターブディー急行やラージダーニー急行などの高速優等列車に用いられている。
歯車比や出力を旅客列車牽引用に調整されている他、電力半導体素子はWAG-9形とは異なりIGBTトランジスタに変更されている。回生ブレーキも装備しており、勾配区間での消費エネルギー量はWAP-4形など既存の旅客用機関車から30-35%削減されている。また、それまでの客車列車は冷暖房や電灯などに用いる車内への電源供給のために電源車を必要としたが、WAP-7形は機関車から電気を供給する一括供給方式（HOG, Head On Generation）を採用しており、電源車の連結が不要となっている。
当初から製造を行っていたチッタランジャン機関車工場に加え、2017年2月からはディーゼル・ロコモーティブ・ワークス（DLW）も参加している。

## ギャラリー

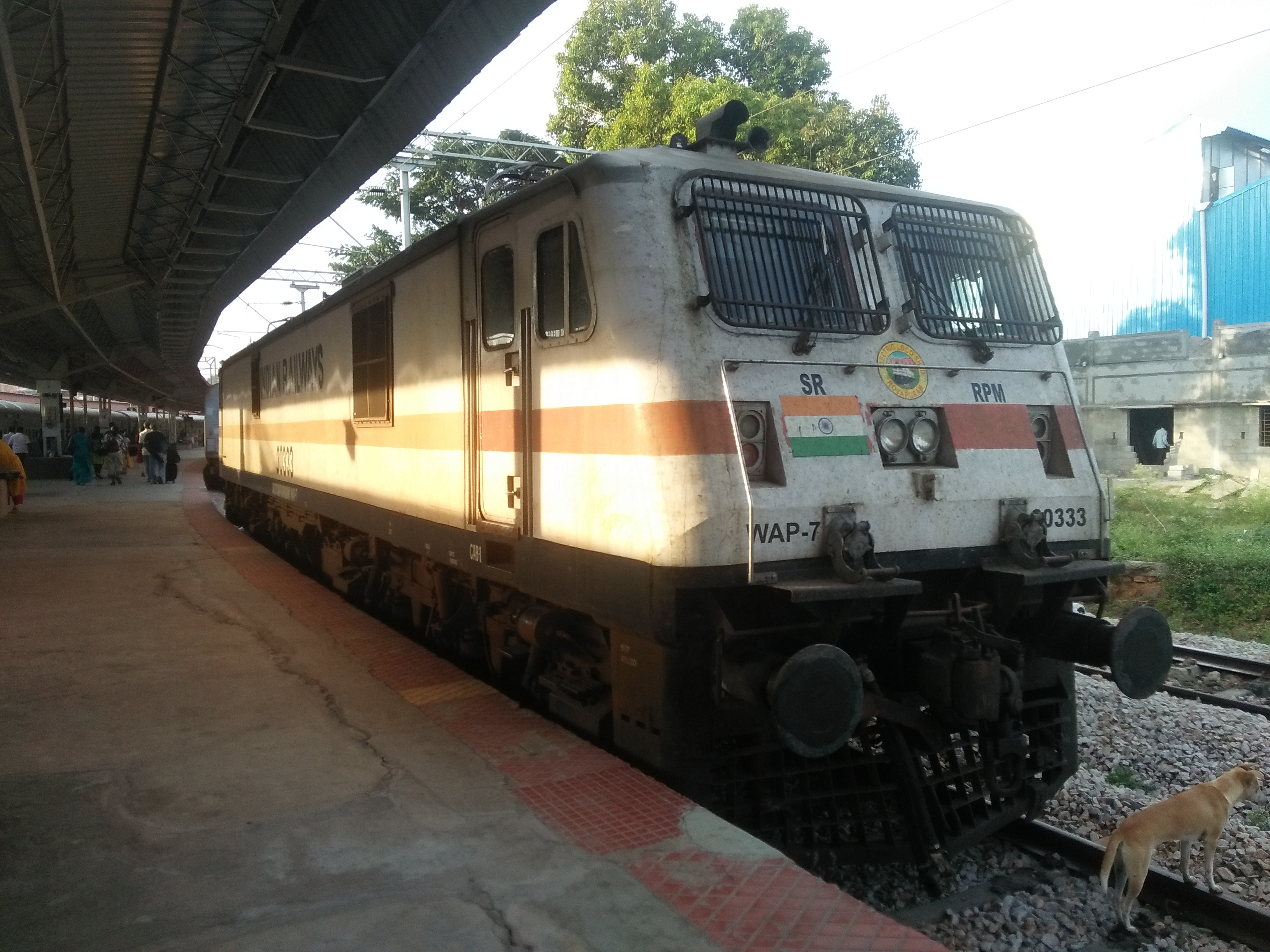
30333号機
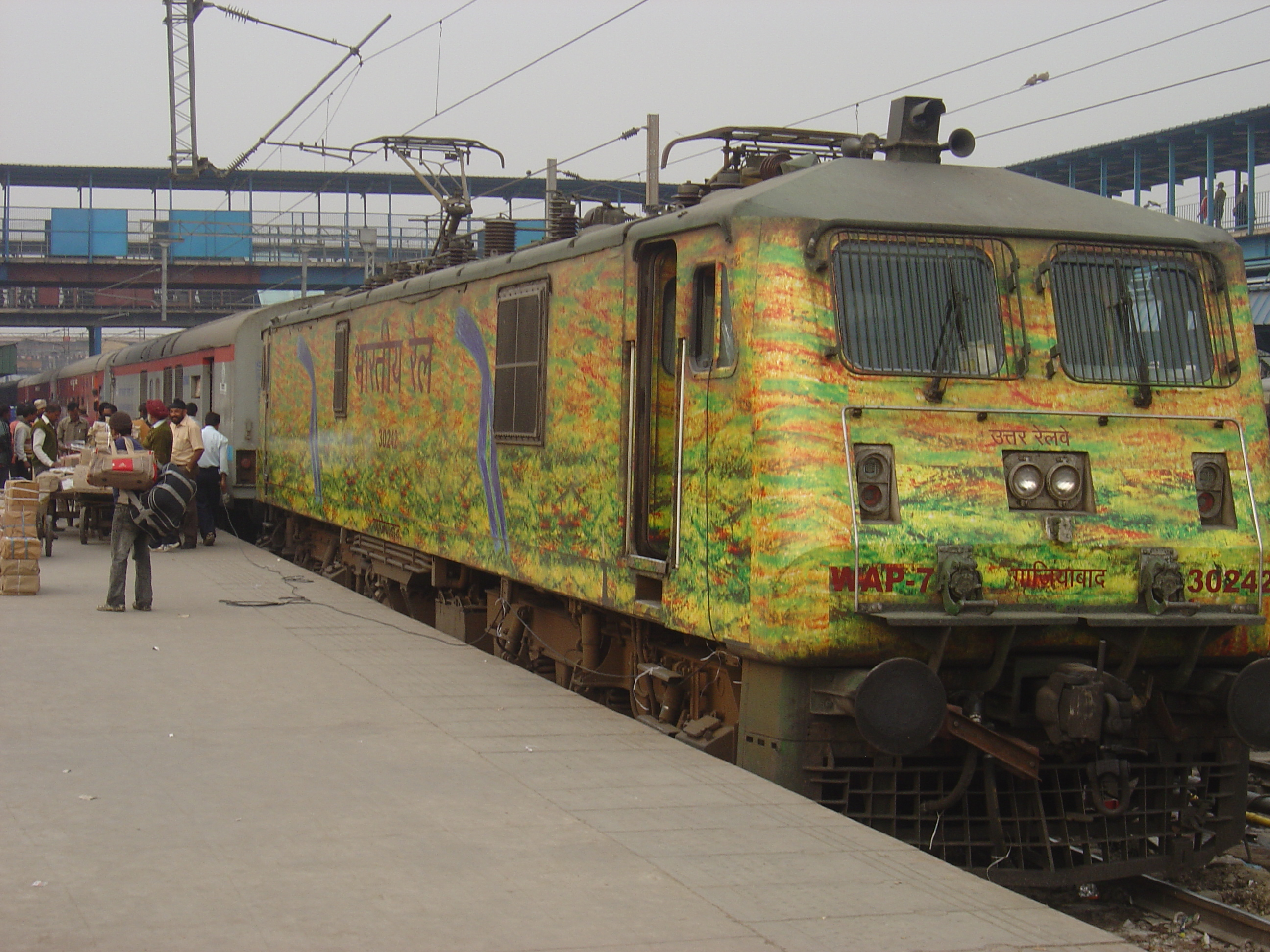
ラッピングが施された30242号機